# أزلام
الأزلام هي سهام صغيرة كان أهل الجاهلية يكتبون على بعضها افعل، وعلى بعضها لا تفعل ويضعونها في كيس، فإذا أراد المرء حاجة أدخل يده في الكيس لإخراج واحد منها فإذا وجد المكتوب عليها «افعل» مضى في حاجته، وإذا وجد العكس لم يمض في حاجته، وقد لغى الإسلام هذا الفعل وجاء بما شرع الله تعالى لعباده وهو صلاة الاستخارة.

## حكمها في الإسلام
محرمة، لما فيها من التطير وهو التشاؤم وهو مذموم في العقيدة الإسلامية، فقد كان رسول الإسلام محمد ﷺ يحب الفأل ويكره الطيرة.
قال الله : ﴿يَا أَيُّهَا الَّذِينَ آمَنُوا إِنَّمَا الْخَمْرُ وَالْمَيْسِرُ وَالْأَنْصَابُ وَالْأَزْلَامُ رِجْسٌ مِنْ عَمَلِ الشَّيْطَانِ فَاجْتَنِبُوهُ لَعَلَّكُمْ تُفْلِحُونَ ۝٩٠ إِنَّمَا يُرِيدُ الشَّيْطَانُ أَنْ يُوقِعَ بَيْنَكُمُ الْعَدَاوَةَ وَالْبَغْضَاءَ فِي الْخَمْرِ وَالْمَيْسِرِ وَيَصُدَّكُمْ عَنْ ذِكْرِ اللَّهِ وَعَنِ الصَّلَاةِ فَهَلْ أَنْتُمْ مُنْتَهُونَ ۝٩١﴾ [المائدة:90–91]، ومعنى بعض المفردات التي وردت في هذه الآيات هو:
- الخمر معروف وهو كل مسكر.
- الأنصاب أشياء كانت في الجاهلية أنصاب كانوا ينصبونها يذبحون عندها لأصنامهم، فأنكر الله عليهم ذلك وأمر بإزالتها والقضاء عليها.
- الأزلام فكان أشياء يستقسمون بها لحاجاتهم يكتب عليها، وهي ثلاثة يكتب على واحد: افعل، والثاني: لا تفعل، والثالث: غفل، ليس فيه شيء، فإذا أرادوا سفراً أو حاجة مهمة أجالوا هذه الأزلام فإن خرج افعل فعلوا، وإن خرج لا تفعل تركوا، وإن خرج غفل أعاودا إجالة هذه الأزلام، فنسخ الله ذلك ونهى عنه - سبحانه وتعالى - ، وأرشد المسلمين بدلاً من ذلك إلى الاستخارة الشرعية وإلى القرعة الشرعية بدلاً من هذه الأزلام.
- أما الميسر فهو القمار المعروف، وهو معاملة اليانصيب التي يتعاطها بعض الناس بالمخاطرة في سائر الألعاب، وهي منكر، الميسر منكر، وهو قمار، حرمه الله  لما فيه من أكل المال بالباطل.[2]